# Cellula staminale placentare
Le cellule staminali placentari sono cellule staminali contenute nella placenta. A seconda del tipo di tessuto placentare, si possono estrarre cellule staminali dai villi coriali o dalla membrana amniotica (staminali amniotiche).
Si tratta di cellule staminali dal notevole potenziale applicativo e terapeutico, oggetto di trial clinici e di pratiche consolidate di medicina rigenerativa e ricostruttiva.
Le principali applicazioni sull'uomo sono connesse alla rigenerazione dei tessuti oculari , in primis la cornea.
È possibile estrarre e crioconservare le cellule staminali estratte dalla placenta al momento del parto, pratica che consente di disporre per lungo tempo delle cellule ottenute. Esistono banche private che offrono servizi di conservazione delle cellule staminali placentari.